# Завада (Кросненський повіт)
Завада (пол. Zawada, нім. Saude) — село в Польщі, у гміні Ґубін Кросненського повіту Любуського воєводства.
Населення — 92 особи (2011).
У 1975-1998 роках село належало до Зеленогурського воєводства.

## Демографія
Демографічна структура станом на 31 березня 2011 року:
|          | Загалом | Допрацездатний вік | Працездатний вік | Постпрацездатний вік |
| -------- | ------- | ------------------ | ---------------- | -------------------- |
| Чоловіки | 44      | 5                  | 37               | 2                    |
| Жінки    | 48      | 12                 | 30               | 6                    |
| Разом    | 92      | 17                 | 67               | 8                    |